# Coenochilus procerus
Coenochilus procerus är en skalbaggsart som beskrevs av John Obadiah Westwood 1874. Coenochilus procerus ingår i släktet Coenochilus och familjen Cetoniidae. Inga underarter finns listade i Catalogue of Life.